# Station Baranówka
Station Baranówka is een spoorwegstation in de Poolse plaats Baranówka.